# Đảng Cộng sản Đài Loan (2008)
Đảng Cộng sản Đài Loan (tiếng Trung: 台灣共產黨 hoặc 臺灣共產黨) là một chính đảng tại Trung Hoa Dân Quốc (Đài Loan). Đảng được thành lập vào ngày 20 tháng 7 năm 2008 tại Tân Hóa, huyện Đài Nam (nay là một quận của thành phố Đài Nam).
Người sáng lập và giữ chức chủ tịch đảng là Vương Lão Dưỡng (王老養), Ông đã bắt đầu tìm cách thành lập một đảng cộng sản từ năm 1994, nhưng lúc đó việc thúc đẩy cộng sản tại Đài Loan là bất hợp pháp và chỉ đến khi các thẩm phán của Tòa án Hiến pháp thuộc Tư pháp viện ra phán quyết rằng ngăn cấm cộng sản và ly khai là vi hiến vào ngày 20 tháng 6 năm 2008. thì những nỗ lực của ông mới có thể hoàn thành.
Tuy mang tên Đảng Cộng sản, Vương Lão Dưỡng tuyên bố đây là chính đảng này theo đường hướng Dân chủ xã hội. Khẳng định hoàn toàn không theo đuổi đường lối Chủ nghĩa Marx-Lenin, ông phát biểu sở dĩ đảng mang tên Đảng Cộng sản vì tên này sẽ thu hút dân chúng. Về mặt chính thức, đảng Cộng sản Đài Loan không có quan hệ trực thuộc với Đảng Cộng sản Trung Quốc tại Cộng hòa Nhân dân Trung Hoa.